# Doolittle
Doolittle är den amerikanska alternativ rock-gruppen Pixies andra studioalbum. Albumet blev Pixies första internationella skivsläpp då den släpptes i april 1989 i USA och Storbritannien. 2008 lanserade företaget Mobile Fidelity Sound Lab en remaster av Doolittle i SACD-format och året därpå en remaster i LP-format. I januari 2003 listade läsarna av Q albumet på plats 34 på listan "Q Readers 100 Greatest Albums Ever". Exposure placerade Doolittle på plats 36 på deras lista "The 50 Greatest Albums not to make the Greatest Albums Lists". 2015 placerade Spin albumet på plats 20 på listan "The 300 Best Albums of the Past 30 Years (1985–2014)".

## Låtlista
Alla låtar skrivna av Black Francis om inget annat anges.
1. "Debaser" – 2:52
2. "Tame" – 1:55
3. "Wave of Mutilation" – 2:04
4. "I Bleed" – 2:34
5. "Here Comes Your Man" – 3:21
6. "Dead" – 2:21
7. "Monkey Gone to Heaven" – 2:56
8. "Mr. Grieves" – 2:05
9. "Crackity Jones" – 1:24
10. "La La Love You" – 2:43
11. "No. 13 Baby" – 3:51
12. "There Goes My Gun" – 1:49
13. "Hey" – 3:31
14. "Silver" (Francis, Kim Deal) – 2:25
15. "Gouge Away" – 2:45